# (100486) 1996 VH1
1996 في إتش 1 (ويعرف أيضًا باسم (100486) 1996 في إتش 1 وفق تسمية الكوكب الصغير) (بالإنجليزية: 1996 VH1)‏ هو كويكب ضمن حزام الكويكبات؛ وترتيبه 100486 من حيث الاكتشاف.
اكتُشف هذا الجُرم الفلكي بواسطة Paul G. Comba ‏ في 7 نوفمبر 1996.

## وصلات خارجية
- (100486) 1996 VH1 في قاعدة بيانات مختبر الدفع النفاث لأجرام النظام الشمسي الصغيرة

- الاكتشاف · مخطط المدار ·  العناصر المدارية · المعلمات المادية

- (100486) 1996 VH1 على موقع ويكي سكاي: DSS2, SDSS, GALEX, IRAS, Hydrogen α, X-Ray, Astrophoto, Sky Map, Articles and images